# Посус-ди-Калдас
Посус-ди-Калдас (порт. Poços de Caldas) — муниципалитет в Бразилии, входит в штат Минас-Жерайс. Составная часть мезорегиона Юг и юго-запад штата Минас-Жерайс. Входит в экономико-статистический микрорегион Посус-ди-Калдас. Население составляет 144 386 человек на 2007 год. Занимает площадь 544,420 км². Плотность населения — 283,7 чел./км².
Праздник города — 6 ноября.

## История
Город основан 6 ноября 1872 года.
В последней четверти XX века были обустроены и в настоящее время успешно функционируют кампусы Университета штата Минас-Жерайс — третьего по величине ВУЗа штата.

## Статистика
- Валовой внутренний продукт на 2006 год составляет 2 127 684 325,19 реалов (данные: Бразильский институт географии и статистики).
- Валовой внутренний продукт на душу населения на 2006 год составляет 13 773,47 реалов (данные: Бразильский институт географии и статистики).
- Индекс развития человеческого потенциала на 2006 год составляет 0,841 (данные: Программа развития ООН).

## География
Климат местности: горный тропический. В соответствии с классификацией Кёппена, климат относится к категории Cwb.

## Галерея

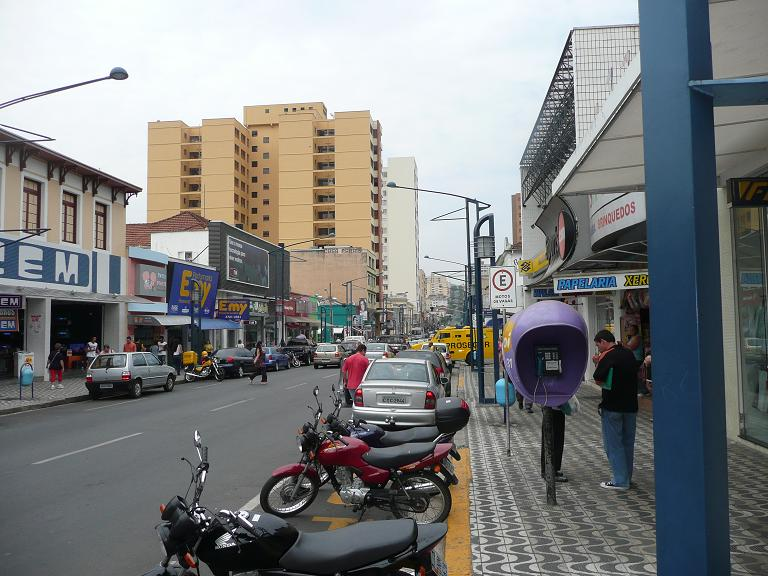
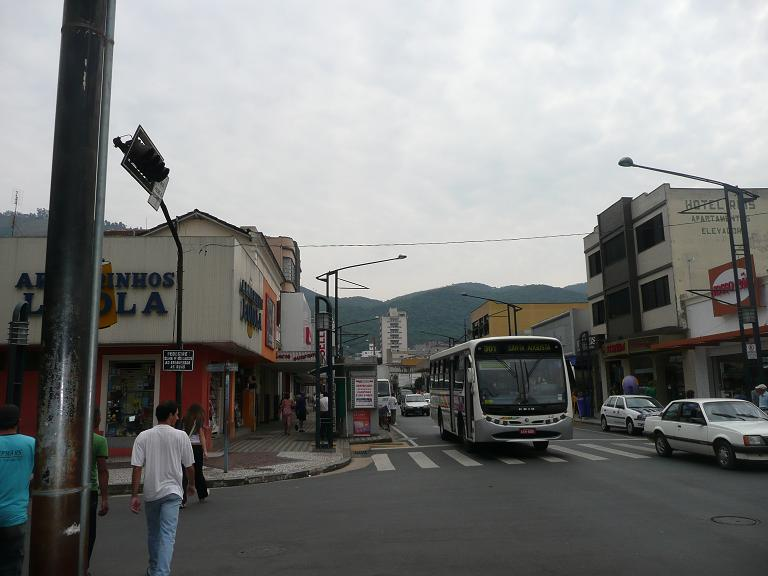
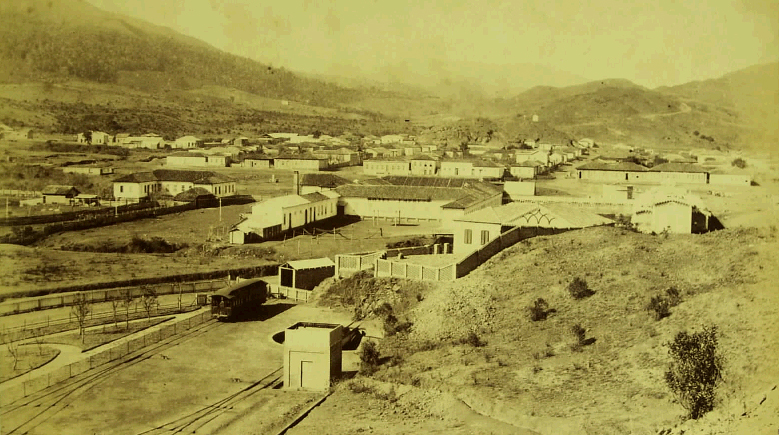
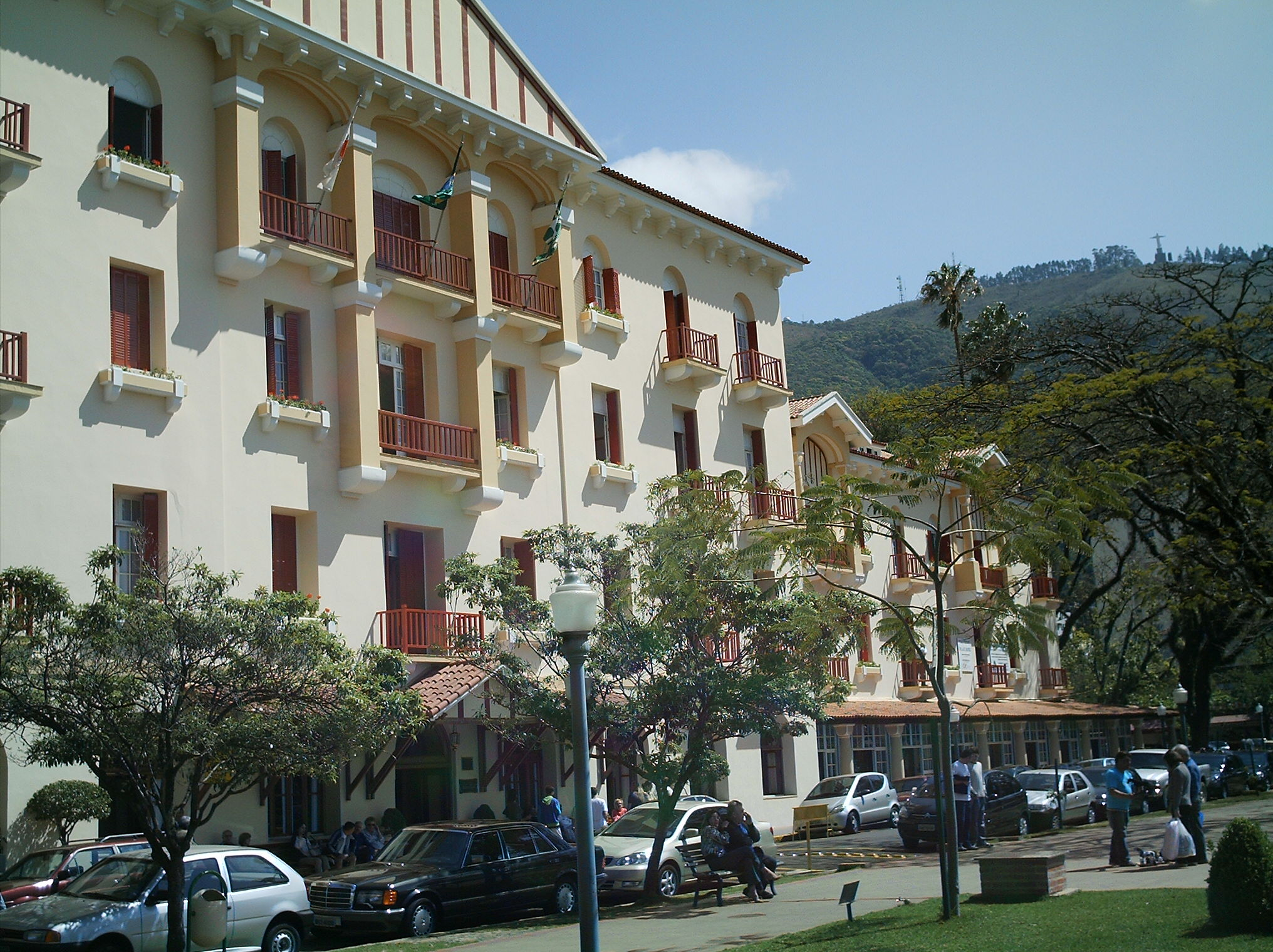
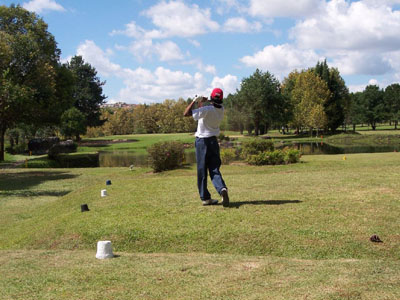
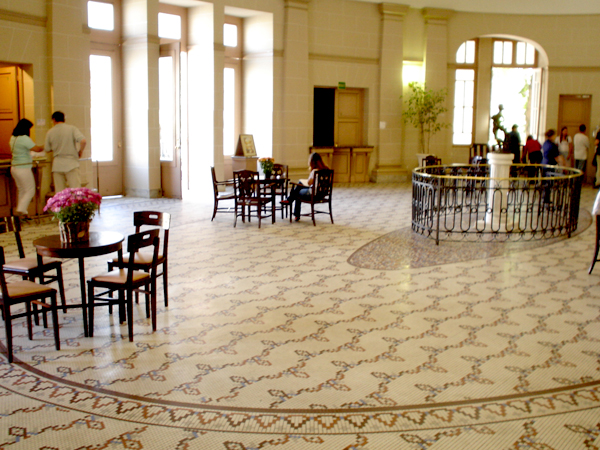
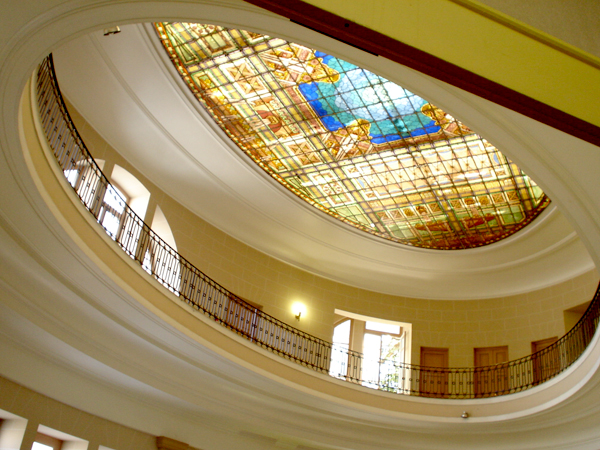
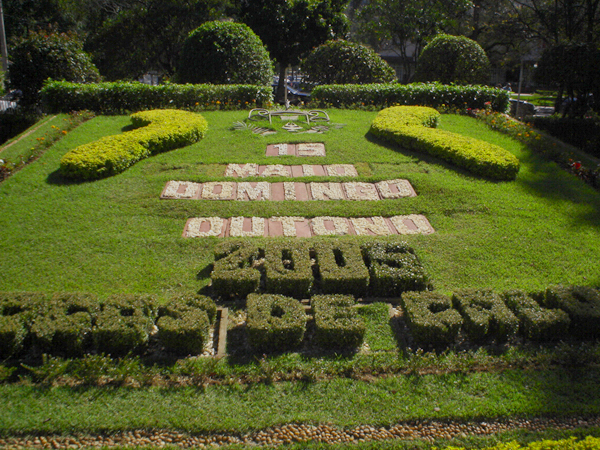
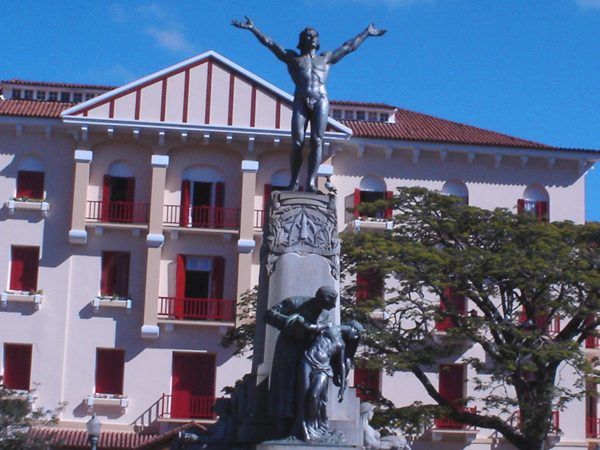
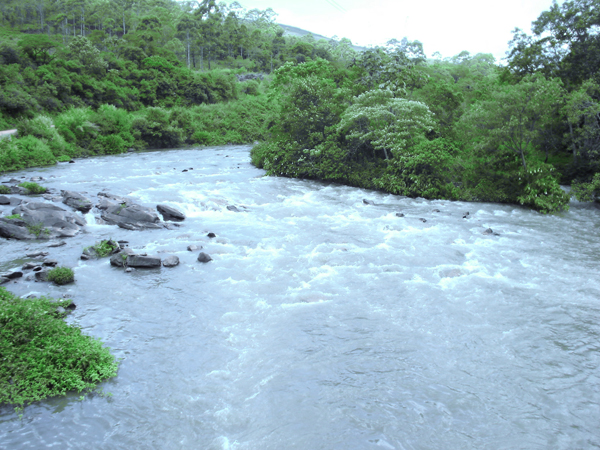
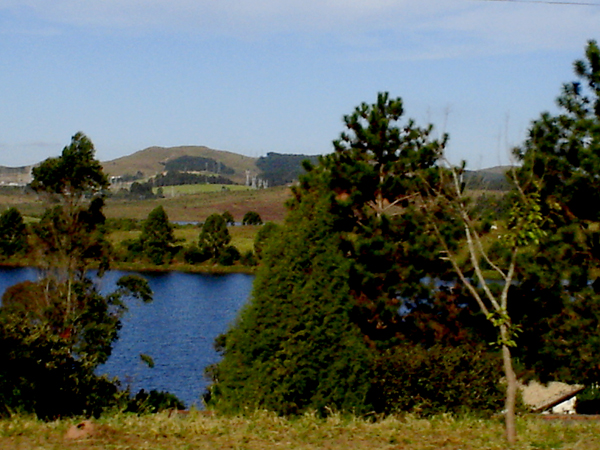
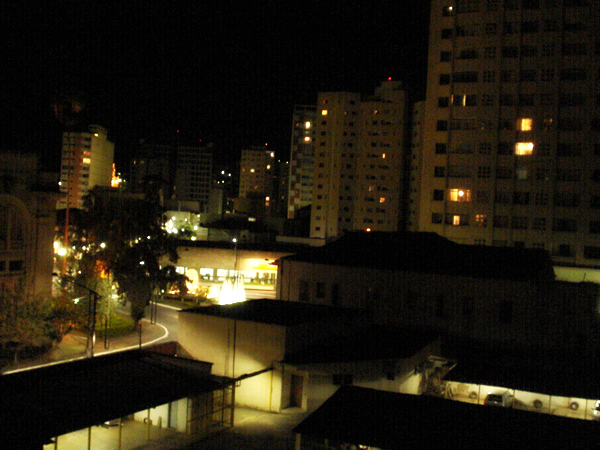
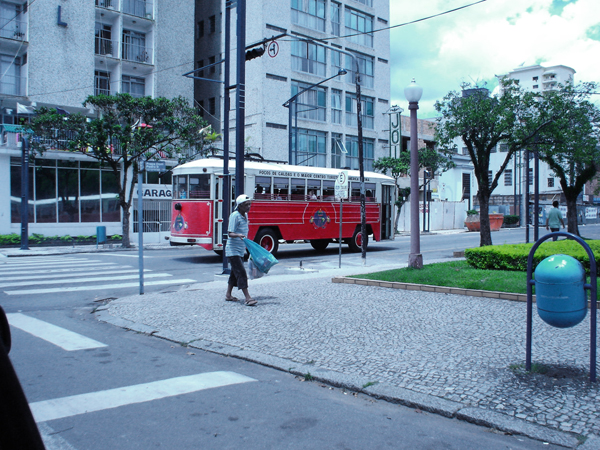
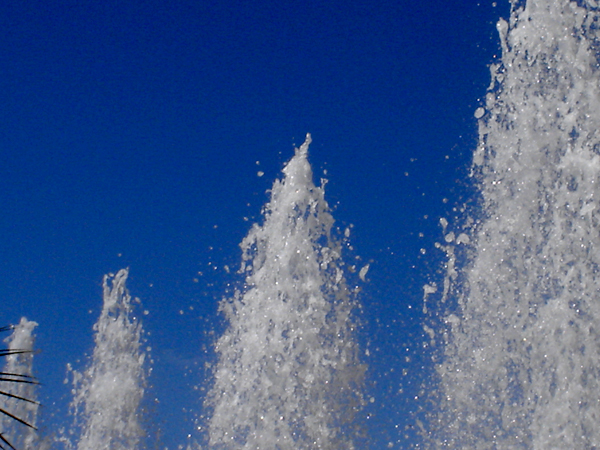
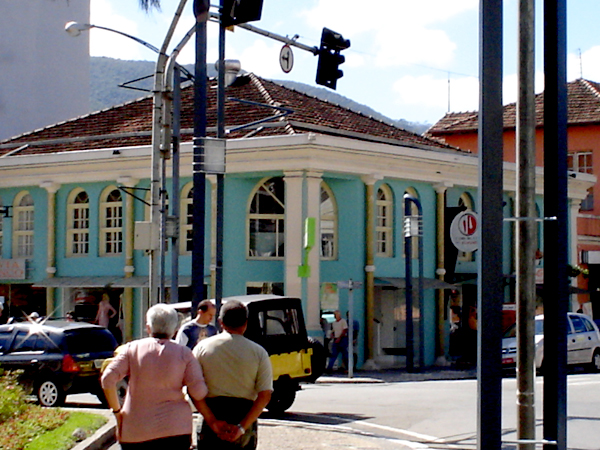
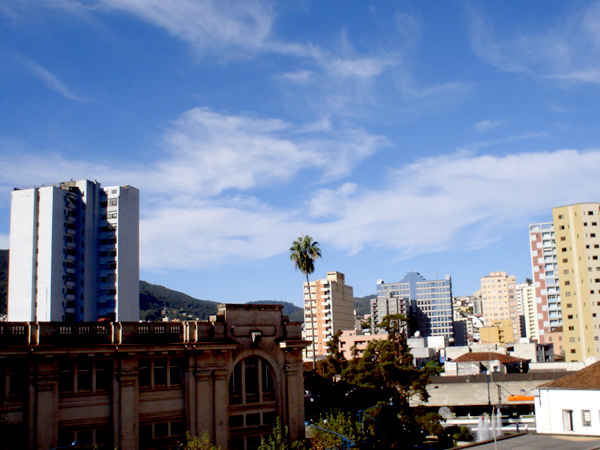
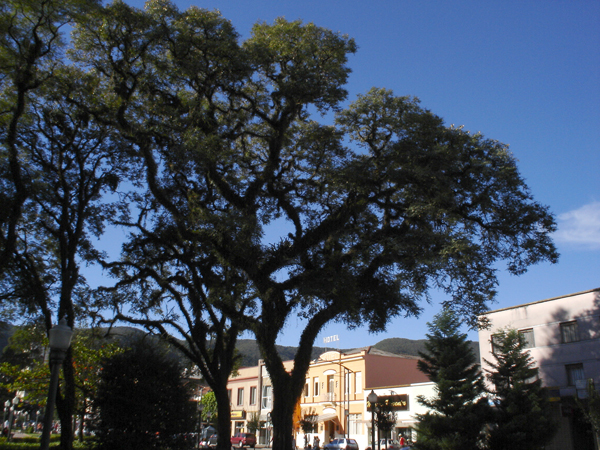
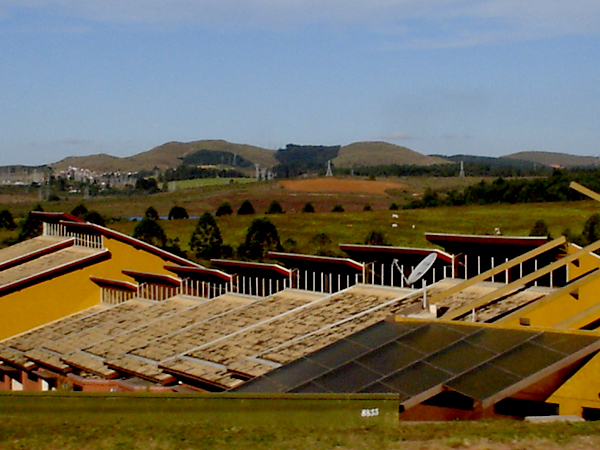